# 이비스 레디비스 눈쿠암 페르 벨라 페리비스
이비스 레디비스 눈쿠암 페르 벨라 페리비스(라틴어: Ibis redibis nunquam per bella peribis)는 문맥적 중의성을 나타낼 때 흔히 예로 드는 라틴어 문장이다.
고대 그리스의 도도나 신탁(Αρχαία Δωδώνη)에서 기원했다고 알려져 있다.

## 해석과 의미
이 문장을
Ibis, redibis, nunquam per bella peribis.
으로 읽으면 "출정하리라, 돌아오리라, 전쟁에서 죽지 않으리라"라는 뜻이 된다. 하지만
Ibis, redibis nunquam, per bella peribis.
으로 읽으면 "출정하리라, 돌아올 수 없으리라, 전쟁에서 죽으리라"라는 뜻이 된다.